# یوشیوکی ماتسوکا
یوشیوکی ماتسوکا (انگلیسی: Yoshiyuki Matsuoka؛ زادهٔ ۱ ژانویهٔ ۱۹۵۷) جودوکار اهل ژاپن است.